# Витте, Альфред
Альфред Витте (2 марта 1878, Гамбург — 4 августа 1941, Гамбург) — немецкий инженер-геодезист и астролог, идейный основатель Гамбургской школы астрологии, позже известной также по названию «Ураническая астрология».

## Личная жизнь
Альфред Витте родился в семье плотника. У него было две сестры, Ида и Паула. Отец рано покинул семью, и мать одна воспитывала детей. Альфред помогал ей содержать семью. Впоследствии он освоил профессию инженера-геодезиста и, в частности, инспектировал гамбургский аэропорт.
В личной жизни Альфред Витте был скромным, замкнутым человеком, был женат и имел двух дочерей. Свою частную жизнь он хранил в тайне даже от близких людей.

## Астрология
Сначала в частном порядке Альфред Витте изучал астрономию. С 1911 года он стал посещать лекции и курсы Карла Брандлера-Прахта, и изучал астрологию под руководством своего учителя Альберта Книпфа. Однако вскоре у него появился свой взгляд на астрологию, и он начал развивать уже свои идеи.
Карьеру астролога Витте начал в 1913 году с публикации статьи «Размышления о цвете, числе, звуке», в которой он развивал идеи своего соотечественника, астролога и математика Иоганна Кеплера, в частности, идею гармонии или музыки сфер. В этой статье речь шла о взаимосвязи вибраций планет между собой, а также с другими колебательными и волновыми процессами в природе по принципу камертона. Но эта статья была лишь его первым пробным шагом.
Во время Первой мировой войны Витте, служивший на русском фронте, попытался с помощью астрологии прогнозировать моменты артиллерийских обстрелов, но потерпел неудачу. Убедившись на практике в том, что классические методы не дали ожидаемых ответов, он начал поиск своих собственных подходов, которые бы давали необходимый практический результат.
С 1919 года Витте начал читать лекции по астрологии в гамбургском «Кеплеровском кружке», членом которого он являлся, в которых он излагал свои революционные взгляды и идеи. Позже, 31 октября 1925 года в 21:45 в доме Фридриха Зиггрюна (Friedrich Sieggrün) был основан Союз Астрологов «Гамбургская Школа»(«Astrologen-Verein «Hamburger Schule»).
Активный период работы Союза Астрологов «Гамбургская Школа» пришёлся на первые годы его деятельности: издавались материалы по методике, читались лекции, а в 1928 году была издана одна из важнейших книг «Гамбургской Школы», а именно «Regelwerk für Planetenbilder» («Свод правил планетных картин»). Эта книга вышла в Издательстве Witte-Verlag Ludwig Rudolph под авторством Альфреда Витте. Альфред Витте лично дал разрешение Людвигу Рудольфу на то, чтобы в «Своде правил» был использован язык формул, впервые применённый А.Витте в его работах.

## Репрессии и смерть
В период гитлеровской власти в преддверии  Второй мировой войны деятельность астрологов Германии омрачили гонения на всех, кто занимался предсказаниями будущего. Особенно сильно гонения коснулись Союза Астрологов «Гамбургской Школы». В 1936 году в Германии было запрещено 3-е издание «Свода правил» (Regelwerk für Planetenbilder). Это было именно то издание книги, которое было конфисковано и уничтожено гитлеровскими властями. Известно высказывание советников Гитлера в адрес А.Витте о том, что человек, обладающий подобными знаниями, должен быть приговорен к пожизненному пребыванию в концентрационном лагере.
По своему положению Витте был правительственным чиновником, поэтому мнение советников Гитлера всерьез обеспокоило его: он мог бы потерять пенсию и быть подвергнут репрессиям. В этом случае его семья, в которой было два малолетних ребёнка, также была бы подвергнута репрессиям. Положение семьи для А.Витте было очень важно, и он всерьёз беспокоился о детях.
Поскольку гонения продолжали нарастать, и некоторые последователи «Гамбургской Школы», и не только они, были арестованы, неизбежность лагеря с каждым днем превращалась в угрожающую реальность и для Витте. В сложившейся обстановке он принял решение добровольно покинуть этот мир. Решение Витте было неожиданным для его окружения, однако оно спасало его семью от репрессий.
О добровольном решении Витте ходят различные слухи. Некоторые люди необоснованно утверждают, что он разочаровался в открытых им заново техниках астрологии. Тем не менее, это не подтверждается воспоминаниями о нём его соратников и тех, кто был с ним знаком. Наоборот, например, Карл-Отто Фляйшхауэр  в своих воспоминаниях в книге «Alfred Witte. Landmesser und Astrologe — und Die Heß-Affäre» указывает, что прогноз, который делал Витте на 1941 был крайне неблагоприятный. И даже перед тем, как принять роковое решение о суициде, Витте в своей обсерватории сделал последний гороскоп.
Карл-Отто Фляйшхауер упоминает также о том, что коллеги Витте из Гамбургского геодезического управления считали его жертвой войны и национал-социализма. Сами коллеги высоко чтили память о Витте.

## Продолжатели
После окончания Второй мировой войны последователи идей Витте решили возобновить деятельность Общества «Гамбургской Школы» с целью изучения наследия Витте. 17 декабря 1947 года заново основали общество под названием Astrologische Studiengesellschaft Hamburger Schule E.V. (Астрологическое Научно Исследовательское Общество 'Гамбургская Школа'). Протокол об основании общества был подписан следующими участниками: Иоганном Розе (Johann Rose), Людвигом Рудольфом, Германом Лефельдтом (Hermann Lefeldt), Вилли Хельбергом (Willi Hellberg), Вернером Риттером (Werner Ritter), Генрихом Шахтом (Heinrich Schacht), Фридрихом Неегером (Friedrich Heeger), Альбертом Берндтом (Albert Berndt) и Отто Вилмсом (Otto Wilms).
Таким образом, идеи Альфреда Витте продолжили свою жизнь.

## Наиболее известные группы последователей А.Витте
- Astrologen-Verein «Hamburger Schule», Гамбург, год основания 1925
- «Witte-Studiengemeinschaft Düsseldorf», Дюссельдорф, год основания 1932
- «Uranian Astrology Research Club», Кливленд, Огайо /США, год основания 1939
- «Astrologische Studiengesellschaft (Hamburger Schule)», Гамбург, год основания 1947
- Uranian Circle, by Calvin, Чикаго, год основания 196?
- The «Bangkok Astrological School», Бангкок , Таиланд, год основания 1972
- The « Uranian Society», Нью-Йорк , США, год основания 1985
- «Uranian Astrologers Club Thailand» (UACT), Бангкок, Таиланд, год основания 2001
- The «International Uranian Fellowship», Гаага , Нидерланды, год основания 2007

## Труды Альфреда Витте
- Regelwerk für Planetenbilder. Die Astrologie von morgen. С введением Людвига Рудольфа (Ludwig Rudolph), Auflage. Witte-Verlag, Hamburg 22, 1928
- Regelwerk für Planetenbilder. Die Astrologie von morgen. 2. Auflage. С введением Людвига Рудольфа (Ludwig Rudolph), Witte-Verlag, Hamburg 22, 1932
- Leitfaden der Astrologie. System Hamburger Schule. Доработанное издание и изданное Людвигом Рудольфом, в сотрудничестве с основателем направления Альфредом Витте. Witte-Verlag, Hamburg 22, 1933
- Regelwerk für Planetenbilder. Die Astrologie von morgen. 3. Auflage 1935. Доработанное издание и изданное Людвигом Рудольфом, Witte-Verlag Ludwig Rudolph, Hamburg 22, 1935
- Immerwährende Ephemeride für Mondknoten, Uranus, Neptun, Cupido, Hades, Zeus und Kronos. Alfred Witte, Witte-Verlag Ludwig Rudolph, Hamburg 1935
- Uranian System of Astrology [Hamburg School by Alfred Witte], RULES FOR PLANETARY PICTURES [From «Regelwerk» by A.Witte & L. Rudolph]. Перевод на английский Рихарда Свелы (Richard Svehla), Phoenix Bookshop, Cleveland/Ohio, USA 1939
- Regelwerk für Planetenbilder. Die Astrologie von morgen. 4. и 5. Издания. Доработанные издания и изданные Людвигом Рудольфом. Обработка и дополнительные высказывания о Плутоне и Транснептунах Фридриха Зиггрюна: Аполлоне, Адмете, Вулкане и Посейдоне — выполнены Германом Лефельдтом, Rudolph (Witte-Verlag), Hamburg 13, 1946 und 1959
- Der Mensch — eine Empfangsstation kosmischer Suggestionen. Публикация всех 47 статей Альфреда Витте, а также «Введение в рабочие методы Гамбургской Школы» Вильгельма Хартманна (Wilhelm Hartmann) и «Воздушная бомба» астрологические заметки Фридриха Зиггрюна. Комментарии Германна Шпорнера (Hermann Sporner), Ludwig Rudolph (Witte-Verlag), Hamburg 1975